# Митний термінал
Митний термінал (англ. customs terminal) — комплекс адміністративних складських приміщень, призначених для проведення в повному обсязі процедур митного контролю та оформлення вантажів, які переміщуються експрес-перевізниками й знаходяться під митним контролем.

## Історія
Термін "митний термінал" виник у зв'язку з розвитком міжнародної торгівлі та збільшенням обсягів переміщення товарів через кордони. Митні термінали були створені для забезпечення зручної та ефективної обробки товарів при їх переміщенні через митний кордон.
Перші митні термінали з'явилися в кінці 1950-х років в США та Канаді, де вони використовувалися для обробки товарів, що переміщалися на залізниці та автомобільному транспорті. У 1960-х роках митні термінали розширилися на морський транспорт, і вони стали невіддільною частиною міжнародної логістики. У 1970-х роках митні термінали стали відкриватися в інших країнах, де вони були також використані для обробки товарів, що переміщуються через кордон. З появою нових технологій та інформаційних систем, митні термінали почали використовувати комп'ютерні програми та електронні системи для зберігання та обробки інформації про товари та митні документи.
Сьогодні митні термінали мають сучасну інфраструктуру та технічні засоби, які дозволяють забезпечувати швидку та ефективну обробку товарів, що переміщуються через митний кордон. Вони використовуються для різних видів транспорту - від автомобільних до повітряних та морських.

## Етимологія
Митний: 
- походить від слова "мито", давньонім. muta – податок, збір[1]

Термінал:
- лат. terminus — кінець, англ. terminal — кінцевий, завершальний

## Види
Основні види митних терміналів:
- Морські порти — термінали, розташовані на морському узбережжі, де здійснюється митний контроль товарів, що перевозяться морським транспортом.

- Аеропорти — термінали, розташовані на аеродромах, де здійснюється митний контроль товарів, що перевозяться повітряним транспортом.

- Залізничні станції — термінали, розташовані на залізничних станціях, де здійснюється митний контроль товарів, що перевозяться залізничним транспортом.

- Автомобільні митниці — термінали, розташовані на міжнародних автомобільних дорогах, де здійснюється митний контроль товарів, що перевозяться автомобільним транспортом.
- Різні інші митні термінали — наприклад, митний склад та митний пост, де проводиться митний контроль товарів, що переміщуються з-за кордону шляхом пошти, кур'єрських служб, а також товарів, що пересуваються від однієї митниці до іншої.

## Сутність

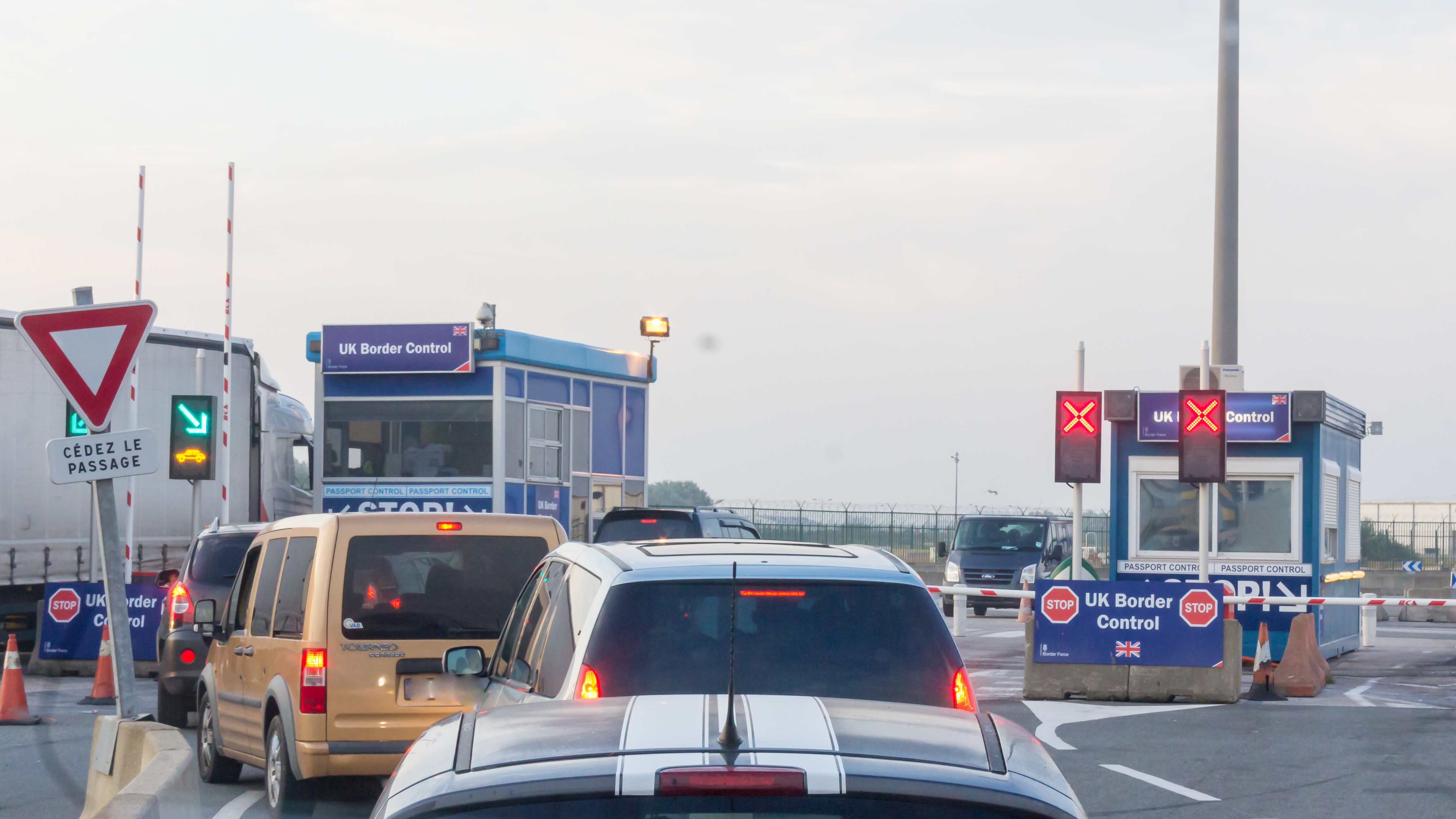
Прикордонний митний термінал Великобританії в поромній зоні порту Дюнкерк-3749

Митний термінал — це спеціалізований об'єкт логістичної інфраструктури, який використовується для проведення митних процедур під час здійснення зовнішньоекономічної діяльності, зокрема митного оформлення вантажів, які перетинають митний кордон між різними митними територіями (наприклад, країнами або митними зонами).
Сутність митного термінала полягає в тому, що він є місцем, де здійснюється митне оформлення товарів, виконуються митні процедури, такі як огляд, оцінка, декларування та розрахунок митних платежів, та забезпечується додержання митних правил та регуляцій. Митні термінали можуть бути розташовані на території морських портів, аеропортів, залізничних вузлів, автомобільних магістралей, спеціальних митних зон або на кордонах між країнами.
Митні термінали можуть мати різні функції, такі як експорт, імпорт, транзит та транспортування вантажів. Вони можуть бути у власності митниці, приватних компаній або державних органів. Митні термінали також можуть бути обладнані спеціалізованою митною технікою, засобами забезпечення безпеки, системами електронного митного оформлення та іншими технічними засобами для забезпечення ефективної роботи митних процедур.

## Сучасне використання/розуміння
Митний термінал є спеціально обладнаним місцем на території прикордонного пункту пропуску, де здійснюються митні процедури та контроль товарів, транспортних засобів, пасажирів, а також виконуються логістичні та оперативні функції з метою забезпечення ефективного перетину кордону.
У сучасному розумінні митний термінал — це не просто пункт пропуску, але складна інфраструктура, що обслуговує багато різних видів транспорту та забезпечує митні та інші процедури, необхідні для безперебійного переміщення товарів через кордон.
У митному терміналі можуть знаходитися митні пости, склади, приміщення для обробки документів, технічне обладнання для сканування товарів, а також інші об'єкти, необхідні для здійснення митного контролю.
В сучасному світі митні термінали використовуються для різних цілей, таких як забезпечення безпеки, захист прав споживачів, збереження середовища, а також забезпечення митної ефективності та зменшення адміністративного тягаря для бізнесу.